# Un uomo sopra la legge
Un uomo sopra la legge (The Marksman) è un film del 2021 diretto da Robert Lorenz. La trama segue un allevatore ed ex marine che vive in una città di confine dell'Arizona che decide di aiutare un ragazzo a sfuggire ad un'associazione criminale messicana. Nel cast anche Katheryn Winnick, Juan Pablo Raba e Teresa Ruiz.
Il film è uscito nelle sale negli Stati Uniti il 15 gennaio 2021 da Open Road Films e Briarcliff Entertainment. Ha ricevuto recensioni contrastanti da parte della critica, che ha elogiato la performance di Neeson, ma ha criticato il film considerandolo banale.

## Trama
Jim Hanson, ex cecchino scout del Corpo dei Marines degli Stati Uniti e veterano della guerra del Vietnam, vive lungo il confine tra Arizona e Messico, segnalando tentativi di attraversamento illegale. Un giorno, mentre è di pattuglia, incontra Rosa e suo figlio Miguel, cittadini messicani in fuga dal Cartello.
Hanson contatta la pattuglia di confine ma, al termine della chiamata, viene coinvolto in una sparatoria con una squadra del cartello guidata da Mauricio. Hanson risponde al fuoco e uccide il fratello di Mauricio; Rosa viene ferita a morte da uno dei membri della gang. Prima di morire, dà a Hanson un biglietto che riporta l'indirizzo della sua famiglia a Chicago. Hanson accetta con riluttanza di portare Miguel dai suoi parenti.
La pattuglia di confine arriva dopo la morte di Rosa e prende in custodia Miguel. Uno dei membri della gang si reca al confine affermando di essere un parente del bambino. Hanson, però, li nota e porta via Miguel per andare a Chicago.
La gang usa passaporti falsi per entrare negli Stati Uniti e inseguire Hanson e Miguel. Un agente di polizia di frontiera corrotto vede i tatuaggi delle loro gang, riconosce che i passaporti sono falsi ma li lascia comunque varcare la frontiera.
Dopo che Hanson usa la sua carta di credito per riparare provvisoriamente il suo pick-up colpito al radiatore nella sparatoria al confine, Mauricio segue la coppia sulla Route 66 in Oklahoma. Un poliziotto ferma Hanson e Miguel; dopo aver preso patente e chiavi, invita Hanson a salire sul veicolo della Polizia e attenderlo mentre va a parlare con il ragazzo e perquisire il pick-up, ma non parla mai con Miguel. Rendendosi conto che l'agente è corrotto, Hanson lo affronta, recupera le sue chiavi e riesce ad allontanarsi con Miguel. Poco dopo, Mauricio e il resto della squadra raggiungono l'agente corrotto e lo giustiziano mentre Hanson e Miguel osservano, nascosti nelle vicinanze.
Hanson e Miguel proseguono verso nord. Nonostante non sia credente, Hanson si ferma in una chiesa in modo che Miguel possa avere un momento di preghiera per Rosa.
La riparazione sul radiatore del pick-up cede durante la fuga e i due sono costretti a fermarsi. Alla fine Mauricio e i suoi uomini raggiungono Hanson e nasce uno scontro a fuoco in una fattoria. Hanson riesce a uccidere tre dei membri del cartello, ma Mauricio cattura Miguel.
Hanson e Mauricio si affrontano e, dopo una dura lotta, Hanson - pur ferito - riesce a prendere il sopravvento su Mauricio e gli lascia la pistola con un solo proiettile. Mentre Hanson e Miguel lasciano la fattoria, sentono lo sparo con cui Mauricio si toglie la vita.
La coppia alla fine raggiunge Chicago e Miguel viene accolto dalla sua famiglia. Hanson si allontana e sale su un autobus. Rendendosi conto di essere stato ferito mortalmente, chiude gli occhi e attende la fine.

## Produzione
Il progetto, originariamente intitolato The Minuteman, è stato annunciato a maggio 2019, con Liam Neeson come protagonista. Nel settembre 2019, è stato annunciato che Winnick e Raba si sono uniti al cast del film.
La lavorazione è iniziata a Lorain, Contea di Portage, e Chardon in Ohio. Le riprese sono avvenute anche nel Nuovo Messico, e si sono concluse nell'ottobre 2019.

## Distribuzione
La pellicola doveva inizialmente essere distribuita nelle sale negli Stati Uniti il 22 gennaio 2021, ma è stata successivamente anticipata di una settimana al 15 gennaio. In Italia è stato trasmesso per la prima volta il 2 agosto 2021 su Sky Cinema Uno.

## Accoglienza

### Incassi
Il film ha incassato 3,7 milioni di dollari nel fine settimana di apertura dei quattro giorni di MLK, il secondo titolo Open Road / Neeson al primo posto al botteghino durante la pandemia COVID-19 dopo Honest Thief dell'ottobre precedente. Il film è stato riprodotto al meglio nel Sud, con gli uomini che rappresentano il 57% del pubblico e il 72% di età superiore ai 25 anni. È rimasto al primo posto il fine settimana successivo con 2,03 milioni di dollari, poi ha guadagnato 1,2 milioni di dollari nel terzo fine settimana ed è arrivato terzo.

### Critica
Nell'aggregatore di recensioni Rotten Tomatoes, il film ha un punteggio di approvazione del 36% su 81 recensioni, con una valutazione media di 5,2 / 10. Il consenso dei critici del sito recita: " The Marksman trae vantaggio dall'avere Liam Neeson in testa, ma questo thriller d'azione avrebbe dovuto puntare più in alto". Su Metacritic, ha un punteggio medio ponderato di 44 su 100 basato su 22 critiche, indicando "recensioni miste o medie". Il pubblico intervistato da PostTrak ha dato al film un punteggio positivo del 73%, con il 46% che ha affermato che lo consiglierebbe sicuramente.
Jeannette Catsoulis del The New York Times ha scritto: "Prevedibile fino a un errore, il film costeggia piacevolmente il carisma stagionato, triste-dolce di Neeson". Michael O'Sullivan del Washington Post ha valutato il film con 2/4 stelle, scrivendo che "si dimostra essere la versione cinematografica del comfort food: familiare ma pieno di amido e calorie vuote".
Owen Gleiberman di Variety, ha dato una recensione più negativa, affermando "Lorenz mette in scena l'azione con un flusso e riflusso convincente, ma grazie a una sceneggiatura poco cotta ciò che accade nel mezzo è perlopiù standard". David Ehrlich di IndieWire ha dato al film una C– e ha scritto "...The Marksman potrebbe essere due tre vie meno di Il corriere - The Mule, ma quasi tutto su di esso - dalla sua misantropia "togliti dal mio prato" alla sua visione generale dell'inutilità del governo nella vita americana - sembra adatto a un veicolo di Eastwood in ritardo..."